# جاكوب إي. سمارت
جاكوب إي. سمارت (بالإنجليزية: Jacob E. Smart)‏ هو ضابط أمريكي، ولد في 31 مايو 1909 في ريدجلاند في الولايات المتحدة، وتوفي في 12 نوفمبر 2006 في كارولاينا الجنوبية في الولايات المتحدة بسبب نوبة قلبية.